# Dina Alexandrowna Korsun

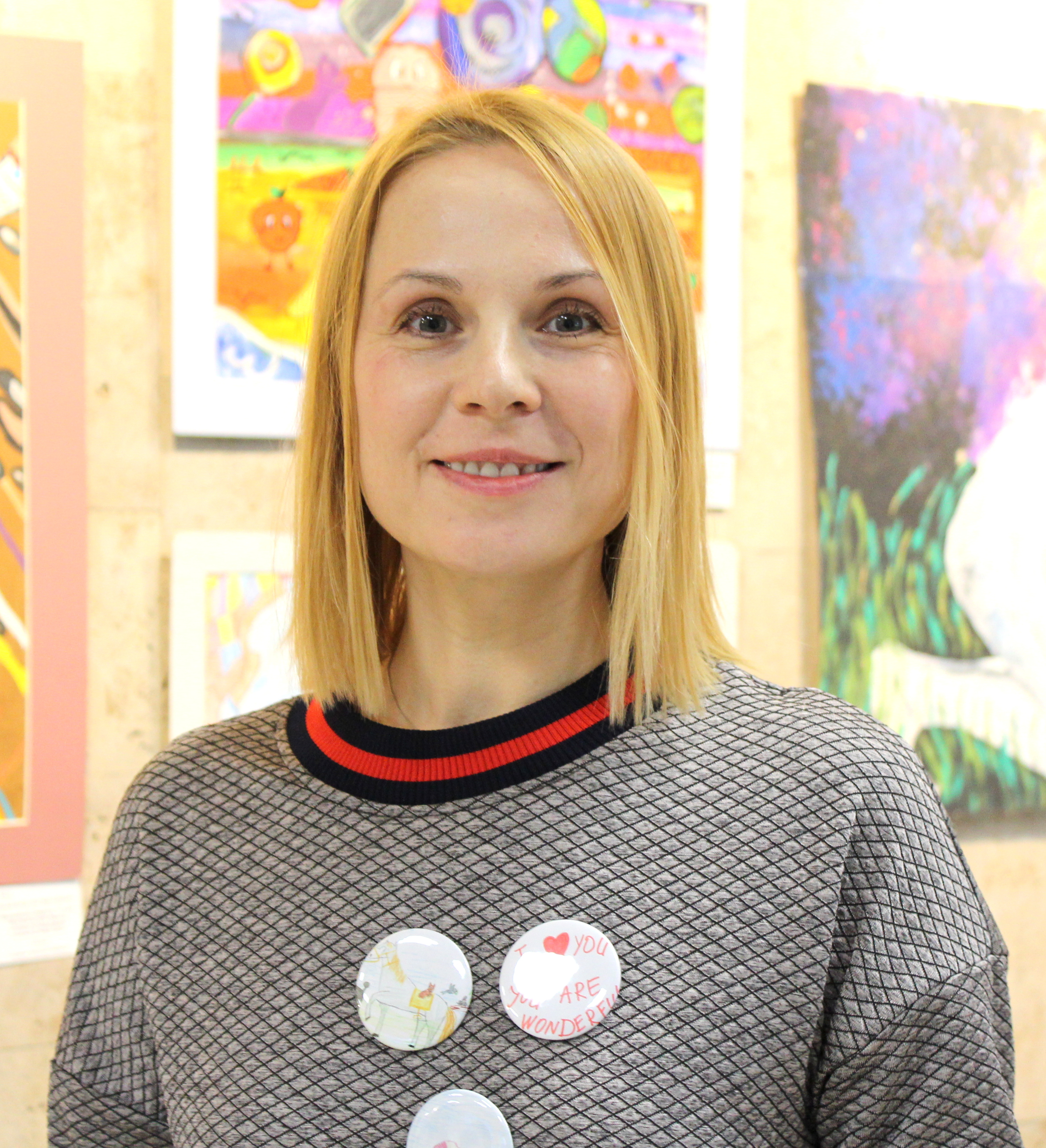
Dina Korsun (2016)

Dina Alexandrowna Korsun (russisch Дина Александровна Корзун; * 13. April 1971 in Smolensk) ist eine russische Schauspielerin.

## Karriere
Nachdem Dina Korsun an der Kunstschule Ballett und Tanz studiert hatte, schloss sie sich der Moskauer Tschechow Kunst und Theatergruppe an, wo sie von 1996 bis 2000 auf der Bühne unter anderem in Tennessee Williams’ I Can’t Imagine Tomorrow als She und als Helena im Sommernachtstraum agierte. Ihr Leinwanddebüt gab sie 1998 in Waleri Todorowskis Land der Gehörlosen als taube junge Frau, wofür sie mehrere Auszeichnungen erhielt. Für den Film Marfa zeichnete sie auch für das Drehbuch verantwortlich.
Korsun spielte 2016 die Rolle der Fürstin Izabella Petrovna in der dritten Staffel der BBC-Gangsterdrama-Serie Peaky Blinders.

## Auszeichnungen
Neben mehreren Nominierungen wurde Korsun für ihre Filmrollen jeweils als Beste Schauspielerin ausgezeichnet:
- Nika der Russischen Akademie 1999
- London Film Festival mit dem FIPRESCI-Preis 2000
- in Gijón beim Internationalen Film Festival 2000
- Thessaloniki Internationalen Film Festival 2000
- in Bratislava beim Internationalen Film Festival 2001

## Filmografie (Auswahl)
- 1998: Das Land der Gehörlosen
- 2000: Der Präsident und seine Enkelin (The President And His Granddaughter)
- 2000: Last Resort
- 2002: Road
- 2003: Getting Wasted: a Theory
- 2003: Fat Chances!
- 2004: Marfa
- 2005: Forty Shades of Blue
- 2007: Kuka
- 2009: Cold Souls
- 2009: L’affaire Farewell
- 2009: Mediator
- 2016: Peaky Blinders